# Chuck Bass
Charles Bartholomew "Chuck" Bass, gespeeld door acteur Ed Westwick, is een personage uit de televisieserie Gossip Girl.

## Biografie
Chuck Bass is een zelf-geobsedeerde antagonist en is van de Upper East Siders elite. Hij is het enige kind van Bartholomew "Bart" Bass. Zijn vader is een rijk en druk zakenman en toont geen interesse in zijn zoon; zijn moeder stierf bij zijn geboorte. Hij voelt de druk van zijn vader. Chuck is vooral een onbegrepen personage, dat door iedereen als de 'viezerik' van de serie wordt gezien. Hij is een beruchte rokkenjager en zeer manipulatief, en neemt geen genoegen met een 'nee'. Hij lijkt emotieloos, net als zijn vader, tot hij verliefd wordt op Blair Waldorf. Ze trouwen en krijgen uiteindelijk een zoontje.